# Koji Seki
Koji Seki (関 浩二 Seki Koji?,  nacido el 26 de junio de 1972 en Tokio) es un exfutbolista japonés. Jugaba de delantero y su último club fue el Consadole Sapporo de Japón.

## Trayectoria

### Clubes
| Club               | País  | Año         |
| ------------------ | ----- | ----------- |
| Verdy Kawasaki     | Japón | 1990 - 1993 |
| Tokyo Gas          | Japón | 1994 - 1995 |
| Bellmare Hiratsuka | Japón | 1996 - 1998 |
| Tokyo Gas          | Japón | 1998        |
| Consadole Sapporo  | Japón | 1998 - 1999 |

## Palmarés

### Títulos nacionales
| Título                   | Club           | País  | Año       |
| ------------------------ | -------------- | ----- | --------- |
| Japan Soccer League      | Yomiuri        | Japón | 1990-1991 |
| Copa Japan Soccer League | Yomiuri        | Japón | 1991      |
| Japan Soccer League      | Yomiuri        | Japón | 1991-1992 |
| Copa J. League           | Verdy Kawasaki | Japón | 1992      |
| Copa J. League           | Verdy Kawasaki | Japón | 1993      |
| J1 League                | Verdy Kawasaki | Japón | 1993      |